# Listă de pseudoscorpioni din România
Lista pseudoscorpioni din România cuprinde circa 80 de specii, unele specii sau subspecii sunt endemice.

## SubordinulEpiocheirata

### Familia Chthoniidae
- - Chthonius (Chthonius) cavernarum Ellingsen 1909
  - Chthonius (Chthonius) decoui Georgescu and Cǎpușe 1994 
  - Chthonius (Chthonius) diophthalmus Daday 1888 
  - Chthonius (Chthonius) heterodactylus Tömösváry 1882
  - Chthonius (Chthonius) ischnocheles (Hermann 1804)
  - Chthonius (Chthonius) ischnocheles ischnocheles (Hermann 1804)
  - Chthonius (Chthonius) jonicus Beier 1931 
  - Chthonius (Chthonius) leruthi Beier 1939 
  - Chthonius (Chthonius) ligusticus Beier 1930
  - Chthonius (Chthonius) ligusticus brevis Cîrdei, Bulimar and Malcoci 1967 
  - Chthonius (Chthonius) monicae Boghean 1989 
  - Chthonius (Chthonius) motasi Dumitresco and Orghidan 1964 
  - Chthonius (Chthonius) orthodactylus (Leach 1817)
  - Chthonius (Chthonius) submontanus Beier 1963 
  - Chthonius (Chthonius) tenuis L. Koch 1873 
  - Chthonius (Ephippiochthonius) romanicus Beier 1935 
  - Chthonius (Ephippiochthonius) scythicus Georgescu and Cǎpușe 1994 
  - Chthonius (Ephippiochthonius) tetrachelatus (Preyssler 1790)
  - Chthonius (Ephippiochthonius) tuberculatus Hadži 1937 
  - Chthonius (Globochthonius) vandeli Dumitresco and Orghidan 1964 
  - Mundochthonius decoui Dumitresco and Orghidan 1970

## Subordinul Iocheirata

### Infraordinul Hemictenata

#### Familia Neobisiidae
- - Acanthocreagris callaticola (Dumitresco and Orghidan 1964)
  - Acanthocreagris mahnerti Dumitresco and Orghidan 1986 
  - Microbisium fagetum Cîrdei, Bulimar and Malcoci 1967 
  - Microbisium manicatum (L. Koch 1873)
  - Neobisium (Blothrus) brevipes (J. Frivaldsky 1865)
  - Neobisium (Blothrus) brevipes brevipes (J. Frivaldsky 1865)
  - Neobisium (Blothrus) brevipes montanum Beier 1939 
  - Neobisium (Blothrus) closanicum Dumitresco and Orghidan 1970 
  - Neobisium (Blothrus) leruthi Beier 1939 
  - Neobisium (Blothrus) maxbeieri Dumitresco and Orghidan 1972 
  - Neobisium (Blothrus) minutum (Tömösváry 1882)
  - Neobisium (Neobisium) biharicum Beier 1939 
  - Neobisium (Neobisium) blothroides (Tömösváry 1882)
  - Neobisium (Neobisium) brevidigitatum (Beier 1928)
  - Neobisium (Neobisium) bucegicum Beier 1964 
  - Neobisium (Neobisium) carcinoides (Hermann 1804)
  - Neobisium (Neobisium) carcinoides carcinoides (Hermann 1804)
  - Neobisium (Neobisium) carpaticum Beier 1935 
  - Neobisium (Neobisium) cephalonicum (Daday 1888)
  - Neobisium (Neobisium) crassifemoratum (Beier 1928)
  - Neobisium (Neobisium) dolicodactylum (Canestrini 1874)
  - Neobisium (Neobisium) dolicodactylum latum Cîrdei, Bulimar and Malcoci 1967 
  - Neobisium (Neobisium) erythrodactylum (L. Koch 1873)
  - Neobisium (Neobisium) fuscimanum (C.L. Koch 1843)
  - Neobisium (Neobisium) granulosum Beier 1963 
  - Neobisium (Neobisium) macrodactylum (Daday 1888)
  - Neobisium (Neobisium) macrodactylum macrodactylum (Daday 1888)
  - Neobisium (Neobisium) minimum (Beier 1928)
  - Neobisium (Neobisium) polonicum Rafalski 1936 
  - Neobisium (Neobisium) reitteri (Beier 1928)
  - Neobisium (Neobisium) sylvaticum (C.L. Koch 1835)
  - Paedobisium moldavicum Cîrdei, Bulimar and Malcoci 1967 
  - Roncus babadochiae Ćurčić and Dimitrijević 2006 
  - Roncus ciobanmos Ćurčić, Poinar and Sarbu 1993 
  - Roncus craciun Ćurčić and Dimitrijević 2006 
  - Roncus decui Ćurčić and Dimitrijević 2006 
  - Roncus dragobete Ćurčić, Poinar and Sarbu 1993 
  - Roncus lubricus L. Koch 1873 
  - Roncus tabacarui Ćurčić and Dimitrijević 2006 
  - Roncus transsilvanicus Beier 1928 
  - Roncus zeumos Ćurčić and Dimitrijević 2006

### Infraordinul Panctenata

#### Familia Larcidae
- - Larca lata (Hansen 1884)

#### Familia Cheiridiidae
- - Apocheiridium (Apocheiridium) ferum (Simon 1879)
  - Cheiridium museorum (Leach 1817)

#### Familia Atemnidae
- - Atemnus politus (Simon 1878)
  - Diplotemnus vachoni Dumitresco and Orghidan 1969

#### Familia Cheliferidae
- - Chelifer cancroides (Linnaeus 1758)
  - Chelifer cancroides cancroides (Linnaeus 1758)
  - Dactylochelifer latreillii (Leach 1817)
  - Dactylochelifer latreillii latreillii (Leach 1817)
  - Dactylochelifer marlausicola Dumitresco and Orghidan 1969 
  - Hysterochelifer meridianus (L. Koch 1873)

#### Familia Chernetidae
- - Allochernes mahnerti Georgescu and Capuse 1996 
  - Chernes similis (Beier 1932)
  - Dendrochernes cyrneus (L. Koch 1873)
  - Dendrochernes cyrneus cyrneus (L. Koch 1873)
  - Dendrochernes cyrneus minor Cîrdei, Bulimar and Malcoci 1967 
  - Lamprochernes chyzeri (Tömösváry 1882)
  - Lamprochernes nodosus (Schrank 1803)
  - Lamprochernes nodosus nodosus (Schrank 1803)
  - Pselaphochernes scorpioides (Hermann 1804)